# دمنة الوبر

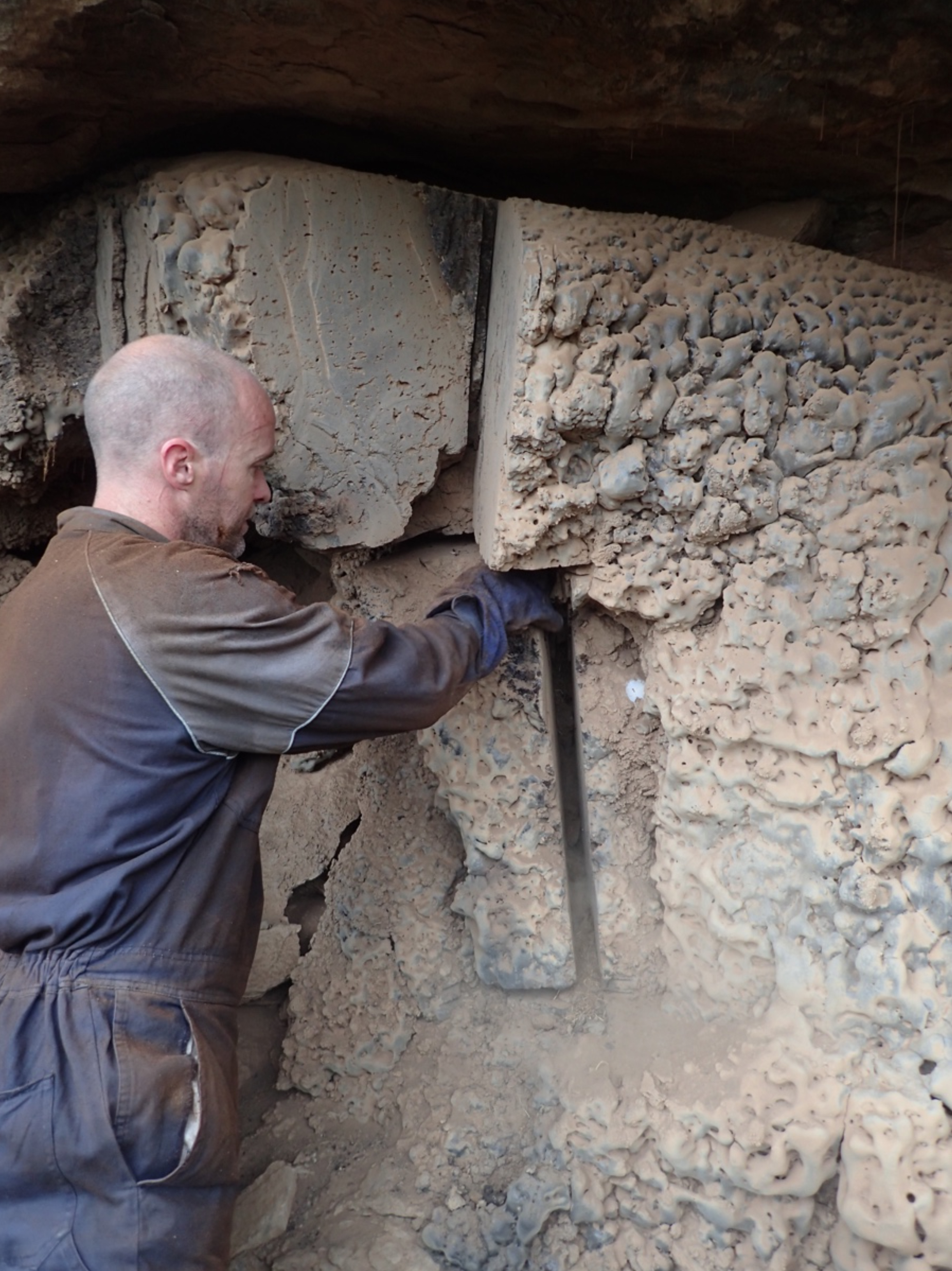
اعتيانٌ (أخذ عينات) من دمنة الوبر الصخري من ممر جبل جِيف في رأس الرجاء الصالح الغربي في جنوب إفريقيا

دِمنة الوَبْر أو دمنة الوبر الصخري هو تراكم طبقي من كريات البراز والبول تُسمَّى صن الوبر تشبه الكهرمان يفرزه الوبر الصخري والأنواع ذات الصلة الوثيقة به.
تتشكل دِمنات الوبر ببطء شديد (تُراوح من 5 سنوات إلى 1000 سنة لتراكم ملم واحدٍ من الدمنة)، على مدى مدة طويلة من الزمن، ويمتد العديد منها إلى عشرات الآلاف من السنين ويعود تاريخ بعضها إلى نحو 70.000 سنة. تحتوي دمن الوبر على مجموعة متنوعة من وكلاء البيئة القديمة، مثل حبوب اللقاح الأحفورية ونظائر الكربون والنتروجين والهدروجين المستقرة.

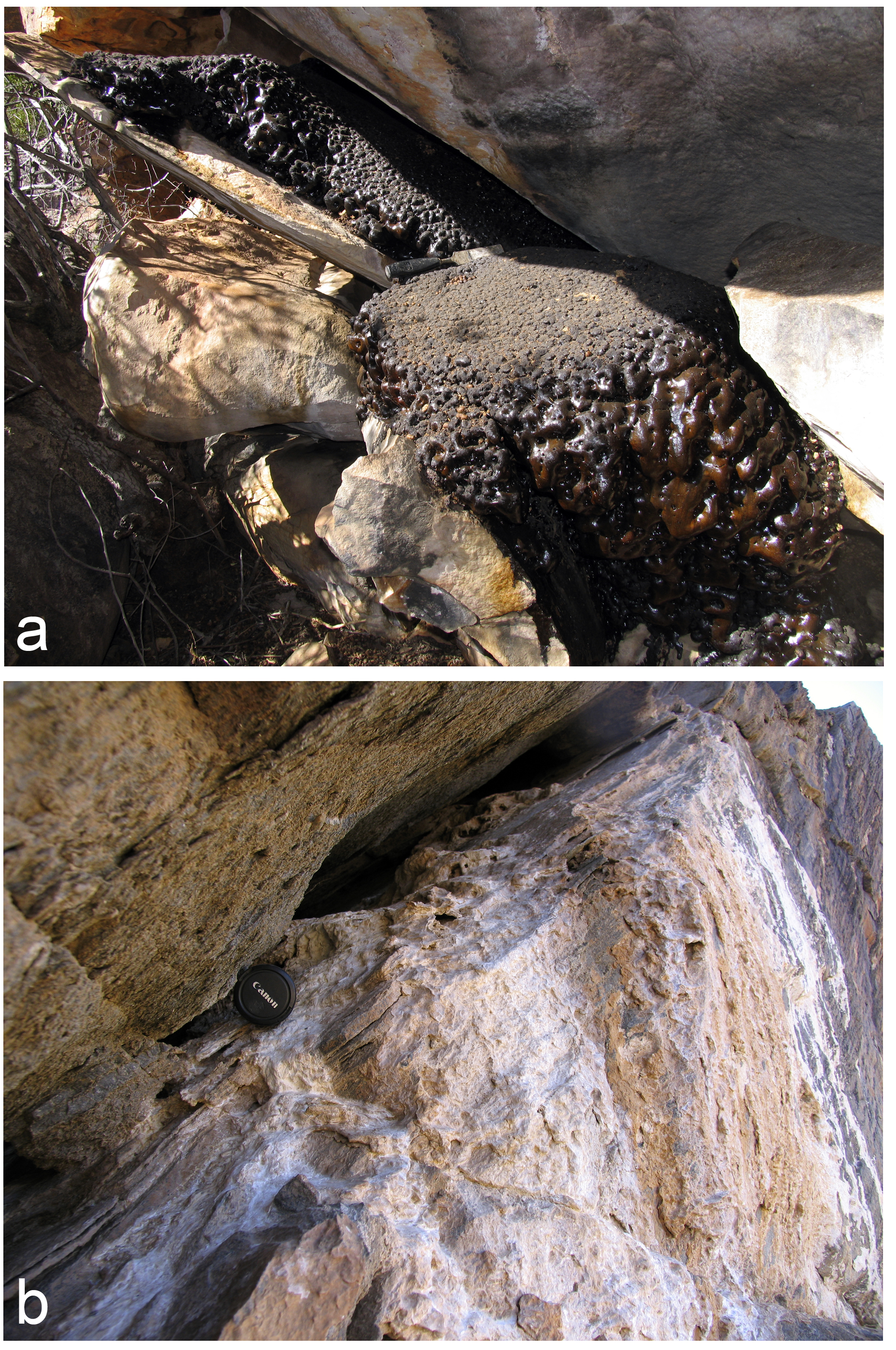
أمثلة على دِمَن الوبر، (أ) وسط محفوظ جيدًا يبلغ ثخنه 75 سم عُثر عليه تحت نتوء كبير في جبال في جنوب إفريقيا، و (ب) وسط متدهور وجد على حافة مكشوفة في منطقة بوروس في نميبية